# Viktor Sulčič
Viktor Sulčič conosciuto anche come Victor o Victorio Sulcic (Santa Croce, 2 agosto 1895 – Buenos Aires, 9 settembre 1973) è stato un architetto sloveno con cittadinanza italiana naturalizzato argentino.

## Biografia

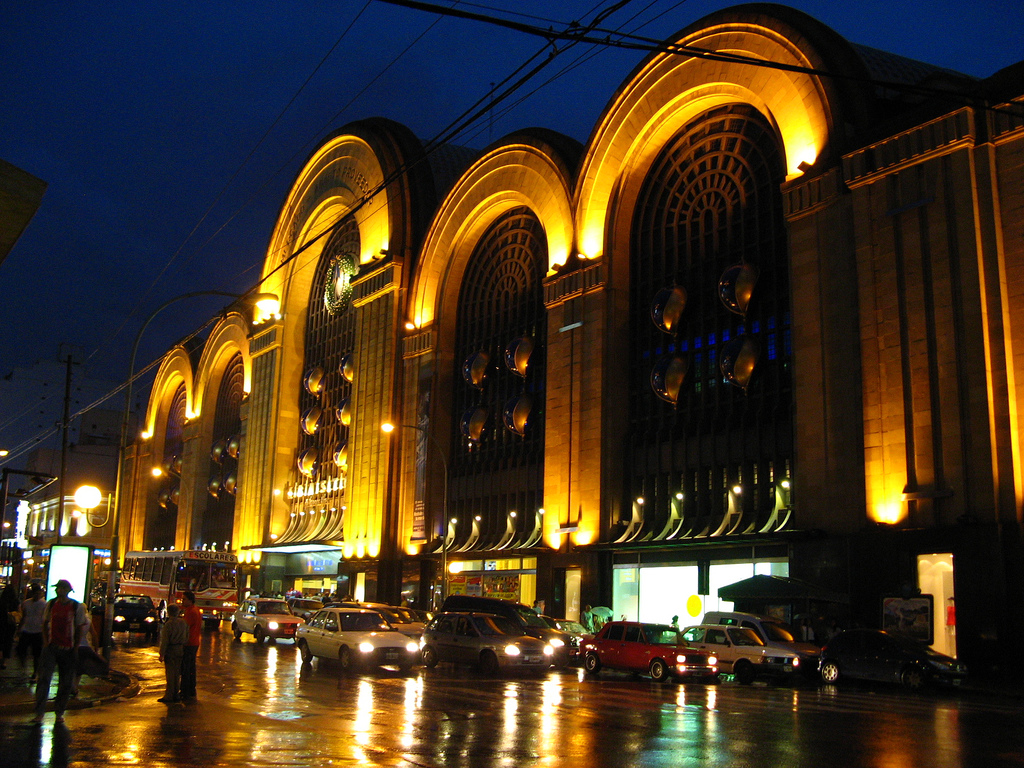
Archi in cemento del Mercato di Abasto a Buenos Aires, disegnati da Viktor Sulčič

Nato a Santa Croce (Trieste), nell'allora Impero Austroungarico, dopo aver completato gli studi di architettura a Firenze e a Bologna emigrò in Argentina nel 1924. In Sudamerica lavorò con José Luis Delpini e Raúl Bes. Le due opere più famose progettate dal gruppo sono situate a Buenos Aires: l'Abasto, un mercato di frutta e verdura (trasformato nel 1999 in un centro commerciale), completato nel 1934 e lo stadio della società sportiva Boca Juniors noto come La Bombonera, completato nel 1940.
Altre sue opere comprendono una raccolta di acquerelli raffiguranti paesaggi del Sud America e poesie scritte in spagnolo.
Era sposato con Anna Kiselicki, un'insegnante di pianoforte, originaria di Vranjevo presso Novi Bečej, in Serbia. Avevano due figli: Fedor e Héctor Igor Sulčič. Una tragedia è costata la vita a Fedor, che mutò per sempre la famiglia. Fedor divenne un imprenditore di successo e perì nel febbraio del 2010. Era anch'esso spostato con Carmen Teresa Guaycochea e avevano avuto due figli: Maria Victoria e Nicolas Fedor.

## Omaggi
Il 4 giugno 2022 il campo sportivo di Santa Croce, borgo natale di Sulčič, è stato intitolato all'architetto.